# Cinema Journal
Cinema Journal est une revue de cinéma américaine publiée par les University of Texas Press pour le compte de la Society for Cinema and Media Studies (en) (ancienne « Société d'études Cinématographiques »).
La revue traite des analyses de film, television studies, de la sociologie des médias, des arts visuels, des cultural studies, de l'histoire des films et des medias et de l'analyse de film.

## Sources
- (en) Cet article est partiellement ou en totalité issu de l’article de Wikipédia en anglais intitulé « Cinema Journal » (voir la liste des auteurs).